# Vladan Batić
Vladan Batić (en serbe cyrillique : Владан Батић ; né le 27 juillet 1949 à Obrenovac - mort le 29 décembre 2010 à Obrenovac) est un avocat et un homme politique serbe. Il est président du Parti démocrate-chrétien de Serbie (DHSS), qu'il fonde en 1997 et ministre de la Justice dans le gouvernement de Zoran Đinđić.

## Biographie
Vladan Batić, est un homme politique d'origine rom. Il effectue des études supérieures à la Faculté de droit de l'université de Belgrade, où il obtient une licence (1971), un master (1977) puis un doctorat (1981). À partir de 1984, il commence à travailler en tant qu'avocat.
En 1990, Vladan Batić est un des membres fondateurs du Parti démocratique, puis, de 1992 à 1997, il fait partie de la présidence du Parti démocratique de Serbie de Vojislav Koštunica. Il s'en sépare en 1997 pour fonder le Parti démocrate-chrétien de Serbie.
De 2000 à 2003, il est ministre de la Justice du gouvernement formé par l'Opposition démocratique de Serbie après la révolution des bulldozers. En tant que ministre, Batić annonce que des garanties seront données pour l'arrestation des personnalités soupçonnées d'abus de pouvoir sous le régime de Slobodan Milošević.
En 2004, Vladan Batić se présente à l'élection présidentielle, où il obtient 16 795 voix, soit 0,54 % des suffrages. Aux élections législatives serbes de 2007, le Parti démocrate-chrétien de Serbie se présente sur une liste de coalition conduite par Čedomir Jovanović, président du Parti libéral-démocrate, qui remporte un siège au Parlement de Serbie. Au premier tour de l'élection présidentielle serbe de 2008, Vladan Batić soutient Čedomir Jovanović.
Vladan Batić, marié et père de trois enfants, meurt le 29 décembre 2010 à l'âge de 61 ans.